# Jennifer Grant
Jennifer Diane Grant Leach (Burbank, 26 febbraio 1966) è un'attrice statunitense, unica figlia degli attori Cary Grant e Dyan Cannon.

## Biografia
Nata e cresciuta in California, i genitori divorziarono quando lei aveva solo 2 anni, ma Jennifer rimase sempre molto legata al padre, il quale però la dissuase a intraprendere la carriera artistica. Durante gli studi superiori, Jennifer lavorò dapprima come baby-sitter, poi come collaboratrice in un villaggio marittimo di Pacific Palisades, nei pressi di Los Angeles, poi al Grocery Arcobaleno di Malibù, quindi cameriera al Pioneer Boulangerie a Santa Monica. Continuò gli studi universitari, nel corso di Studi americani, alla Stanford University, dove si laureò nel 1987, l'anno dopo la morte del padre Cary. L'ingente eredità del famoso attore andò per metà a lei e per metà alla sua matrigna Barbara Harris Grant, ultima moglie dell'attore.
Nel 1993, sette anni dopo la morte di Cary Grant, Jennifer decise di seguire le orme paterne, ed esordì nella famosa serie televisiva statunitense Beverly Hills 90210, nel ruolo secondario di Celeste Lundy, quindi fu ospite in altri spettacoli televisivi, poi personaggio secondario in vari film, per approdare a personaggio principale nella sitcom Movie Stars. Nel 2011 pubblicò un libro in ricordo del padre.
Dal 1993 al 1996 fu moglie di Randy Zisk, regista e produttore di famose serie televisive, tra le quali Detective Monk. Il 12 agosto 2008 Jennifer ha avuto un figlio, Cary Benjamin, ma nulla si sa dell'identità del padre.

## Filmografia parziale

### Cinema
- Savage, regia di Avi Nesher (1995)
- Conflitti del cuore (The Evening Star), regia di Robert Harling (1996)
- Going Shopping, regia di Henry Jaglom (2005)
- Babylon, regia di Damien Chazelle (2022)
- A Big Bold Beautiful Journey - Un viaggio straordinario (A Big Bold Beautiful Journey), regia di Kogonada (2025)

### Televisione
- Beverly Hills 90210 – serie TV, 8 episodi (1993-1994)
- Moon Over Miami – serie TV, 1 episodio (1993)
- Time Trax – serie TV, 1 episodio (1994)
- Friends – serie TV, episodio 1x16 (1995)
- Walker Texas Ranger – serie TV, episodio 5x19 (1997)
- Ellen – serie TV, episodio 5x03 (1997)
- Movie Stars – serie TV, 21 episodi (1999-2000)
- CSI - Scena del crimine (CSI: Crime Scene Investigation) – serie TV, episodio 6x19 (2006)

## Doppiatrici italiane
Nelle versioni in italiano delle opere in cui ha recitato, Jennifer Grant è stata doppiata da:
- Franca D'Amato in Beverly Hills 90210[2]
- Federica De Bortoli in Friends[3]
- Alessandra Korompay in CSI - Scena del crimine[4]
- Mirta Pepe in Babylon[5]